# Патара-Аракали
Патара-Аракали (груз. პატარა არაქალი, арм. Փոքր Առաքել) — село в Грузии, на территории Ниноцминдского муниципалитета края (мхаре) Самцхе-Джавахети.

## География
Село находится в южной части Грузии, в пределах Ахалкалакского плоскогорья, на правом берегу реки Паравани, на расстоянии приблизительно 7 километров (по прямой) к северо-востоку от города Ниноцминда, административного центра муниципалитета. Абсолютная высота — 1933 метра над уровнем моря.

## Население
По результатам официальной переписи населения 2014 года, в Патара-Аракали проживал 401 человек (208 мужчин и 193 женщины). В национальной структуре населения армяне составляли 100 %.
| Год  | Население, человек |
| ---- | ------------------ |
| 2002 | 561                |
| 2014 | ↘ 401              |